# Torre (Amares)
Torre ist ein Ort und eine ehemalige Gemeinde im Norden Portugals.
Torre gehört zum Kreis Amares im Distrikt Braga. Die Gemeinde hatte eine Fläche von 1,58 km² und 462 Einwohner (Stand 30. Juni 2011).
Am 29. September 2013 wurden die Gemeinden Torre und Portela zur neuen Gemeinde União das Freguesias de Torre e Portela zusammengefasst. Torre ist Sitz dieser neu gebildeten Gemeinde.

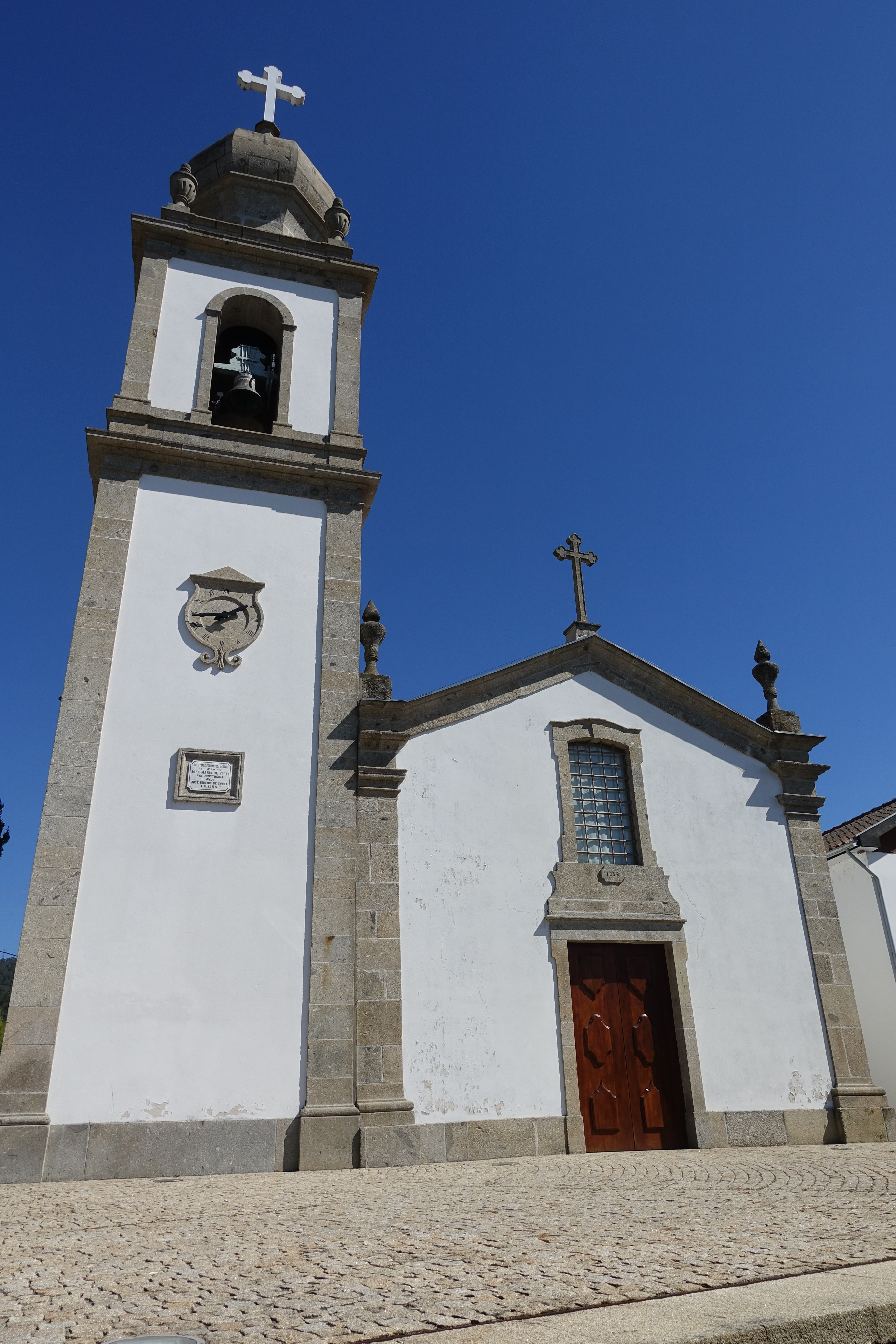
Die Kirche von Torre